# Hydrocotyle americana
Espèce
Classification APG III (2009)
 Hydrocotyle americana  (aussi appelé hydrocotyle d'Amérique) est une espèce de plantes à fleurs de la famille des Araliaceae (autrefois des Apiaceae). C'est un plante herbacée vivace aquatique ou semi-aquatique originaire d'Amérique du Nord (Canada, États-Unis).

## Remarque
Hydrocotyle americana  L. ne doit pas être confondu avec  Hydrocotyle americana  Walter, nom illégitime synonyme à Hydrocotyle ranunculoides L.f.